# Copi
Raúl Damonte Botana (n. Raúl Natalio Roque Damonte, Buenos Aires, 20 de noviembre de 1939-París, 14 de diciembre de 1987), más conocido como Copi, fue un historietista, escritor y dramaturgo argentino.

## Infancia
Hijo del periodista Raúl Damonte Taborda, quien fuera diputado y director del diario Tribuna Popular, y de Georgina, la hija menor de Natalio Félix Botana, fundador del diario Crítica. Su abuela, Salvadora Medina Onrubia, era escritora y dramaturga. 
Pasó la mayor parte de su infancia en Montevideo, de donde provenía la familia de su abuelo materno, Natalio Félix Botana. 
Poseía un talento precoz en el dibujo y colaboró desde adolescente haciendo caricaturas en Tribuna Popular y en la revista satírica Tía Vicenta. Vive en Buenos Aires entre 1955 y 1962, es decir, su adolescencia y primera juventud. En 1962 se instala en París, donde compondrá prácticamente la totalidad de su obra en francés.

## Vida profesional
En 1962, Copi se radicó en París donde al poco tiempo comenzó a actuar con el Grupo Pánico, creado por Alejandro Jodorowsky, Fernando Arrabal y Roland Topor y al que más tarde se sumó Jorge Lavelli, quien a partir de 1966 dirigiría las obras de Copi.
También actuó con Jerôme Savary en el Grand Magic Circus. En París ofició de dibujante de historietas en diarios como Le Nouvel Observateur. Para Oscar Masotta, la gran popularidad del autor en Francia se debía a: 

la filosofía reflexiva que subyace en sus dibujos: efectivamente de cuadro a cuadro, hay en ellos poco desarrollo de la acción de tal manera que es el tiempo, un tiempo lento, sutilmente impregnado de humor, el objetivo o el tema de un estilo que concuerda bien con las exigencias de ciertas pautas culturales francesas,

Su personaje más conocido de esta época es La mujer sentada. El original de uno de estos dibujos fue expuesto en el Centro Nacional de la Imagen, Angouleme, Francia; en la muestra que expuso el Museo del Dibujo y la Ilustración de Buenos Aires, con curaduría de José Muñoz.
En 1967 dibujó para la revista La hipotenusa.
Fue parte del grupo Tse, una asociación de artistas franco-argentinos con quienes en 1969 curaron la biografía de Evita Perón. Sus óperas teatrales introducían en escena la incomunicación de los personajes, inspirándose en Samuel Beckett.
Recibió en 1982 el Premio Konex como uno de los humoristas gráficos más importantes de la argentina.
El escritor argentino César Aira escribió un ensayo sobre él, dio cursos acerca de sus libros en el Centro Cultural Ricardo Rojas y se encargó de difundir la obra de Copi en Argentina.
Activista en el movimiento de liberación LGBT, Copi murió de complicaciones de sida mientras ensayaba Una visita inoportuna, una obra en la que el protagonista muere de sida en un hospital.
Su reconocimiento, ganado en su mayoría después de muerto, llegó principalmente por sus obras teatrales, sus cuentos y sus novelas.

## Obras

### Novelas
- L'Uruguayen (El uruguayo), Christian Bourgois, 1973
- Le bal des folles (El baile de las locas), Christian Bourgois, 1977
- Une langouste pour deux ( Una langosta para dos), Christian Bourgois, 1978
- La cité des rats (La ciudad de las ratas), Belfond, 1979
- La vida es un tango, Anagrama, 1981 (la única que escribió en español)
- La guerre des pédés (La guerra de las mariconas), Albin Michel, 1982
- Virginia Woolf a encore frappé (Virginia Woolf ataca de nuevo), Persona, 1983
- L'Internationale argentine (La internacional argentina), Belfond, 1988

### Teatro
- Un ángel para la señora Lisca, Buenos Aires, puesta en escena de Copi, 1962.
- Sainte Geneviève dans sa baignoire, Le Bilboquet, puesta en escena de Jorge Lavelli, 1966.
- L'alligator, le thé, Festival internacional de UNEF, puesta en escena de Jérome Savary, 1966.
- La journée d'une rêveuse, Teatro de Lutèce, puesta en escena de Jorge Lavelli, 1968.
- Eva Perón, Teatro de l'Epée-de-Bois, puesta en escena de Alfredo Arias, 1970.
- L'homosexuel ou la difficulté de s'exprimer, Teatro de la Ciudad Universitaria, puesta en escena de Jorge Lavelli, 1971. Traducción castellana: El homosexual, o la dificultad de expresarse.
- Les quatre jumelles, Le Palace, puesta en escena de Jorge Lavelli, 1973.
- Loretta Strong, Teatro de la Gaïté Montparnasse, puesta en escena de Javier Botana, 1974.
- La Pyramide, Le Palace, puesta en escena de Copi, 1975.
- La coupe du monde, Teatro le Sélénite, puesta en escena de Copi, 1975.
- L'ombre de Venceslao, Festival de la Rochelle, puesta en escena de Jérome Savary, 1978.
- La Tour de la Défense, Teatro Fontaine, puesta en escena de Claude Confortès, 1981.
- Le Frigo, Teatro Fontaine, 1983.
- La nuit de Madame Lucienne, Festival de Aviñón, puesta en escena de Jorge Lavelli, 1985.
- Una visita inoportuna, Teatro de la Colline, puesta en escena de Jorge Lavelli, 1988.
- Les escaliers du Sacré-cœur, teatro de Aubervilliers, puesta en escena de Alfredo Arias, 1990.
- Una Visita Inoportuna, Ciudad cultural Konex  puesta en escena de Stephan Druet, [(2009)].
- Une Visite Inopportune, Scène nationale de Bayonne  puesta en escena de Mario Dragunsky  , [(2009)].

### Historietas
- Le dernier salon où l'on cause, Ediciones de Square.
- Et moi, pourquoi j'ai pas de banane?, Ediciones de Square, 1975.
- Les vieilles putes, Editions du Square, 1977. Traducción al italiano: Storie puttanesche, Mondadori, Milán 1979.
- Le monde fantastique des gays 1986. Traducción al italiano: Il fantastico mondo dei gay... e delle loro mamme!, Glénat Italia, Milán 1987.
- La femme assise, Stock, 2002.
- Un livre blanc, Buchet-Castel, 2002. Traducción al italiano: Un libro bianco.
- Les poulets n'ont pas de chaises. Traducción al italiano: I polli non hanno sedie, Glénat Italia, 1988. ISBN 88-7811-015-9.

### Otras
- "La nuit de Madame Lucienne" se estrena en Buenos Aires con el nombre de "La noche de la rata", en el Teatro Payró con Fernando Martirén, Daniel Pereyra, Fidela Peña, Ismael Ferreyra y Cristina Merelli; con escenografía y vestuario de Jorge Ferrari y puesta en escena de Maricarmen Arnó. (1991)
- "Una visita inoportuna" se estrena en Buenos Aires, en el Teatro Municipal General San Martín, con Jorge Mayor, Juan Carlos Puppo, Alejandra Flechner, Ana María Casó, Héctor Malamud y Jorge Diez. Con escenografía y vestuario de Jorge Ferrari y puesta en escena de Maricarmen Arnó (1992-93)                                                                                                        Esta obra recibe 3 Premios ACE (Asociación de Críticos del Espectáculo): Mejor Autor Nacional (Copi); Mejor Espectáculo del Año (Una visita inoportuna) y Mejor Actor Protagónico en Drama (Jorge Mayor) Y 3 premios “Arlequín” que otorgara ACITA: Mejor Espectáculo del Año (Una visita inoportuna); Mejor Actor Protagónico (Jorge Mayor) y Mejor Escenografía (Jorge Ferrari). Esta obra es seleccionada para representar a la Capital Federal en el Festival de Teatro Latinoamericano de Córdoba 1992.

- 17 de octubre de 2009 al 29 de noviembre de 2009 Una Visita Inoportuna en Ciudad Cultural Konex con Moria Casán, Sebastián Galeota, Ivan González, Jean François Casanovas, Gabriel Rovito y Gustavo Monje. Puesta en escena Stephan Druet.
- Copi, textos recogidos por Jorge Damonte y Christian Bourgois, 1990.
- Obras (tomo I), editorial Anagrama, 2010. Incluye las versiones en castellano de El uruguayo, La vida es un tango, La Internacional Argentina, y un texto autobiográfico inédito en castellano, Río de la Plata.